# Orthodoxe Bruderschaften
Orthodoxe Bruderschaften sind Gemeinschaften für orthodoxe Laien. Sie treten für die Verbreitung des orthodoxen Glaubens ein.

## Kiewer Rus
In der Kiewer Rus gab es Bruderschaften (братчины) in einzelnen Kirchen, so in Nowgorod (1134), Pskow, Staraja Russa und Polozk (1159).

## Polen-Litauen

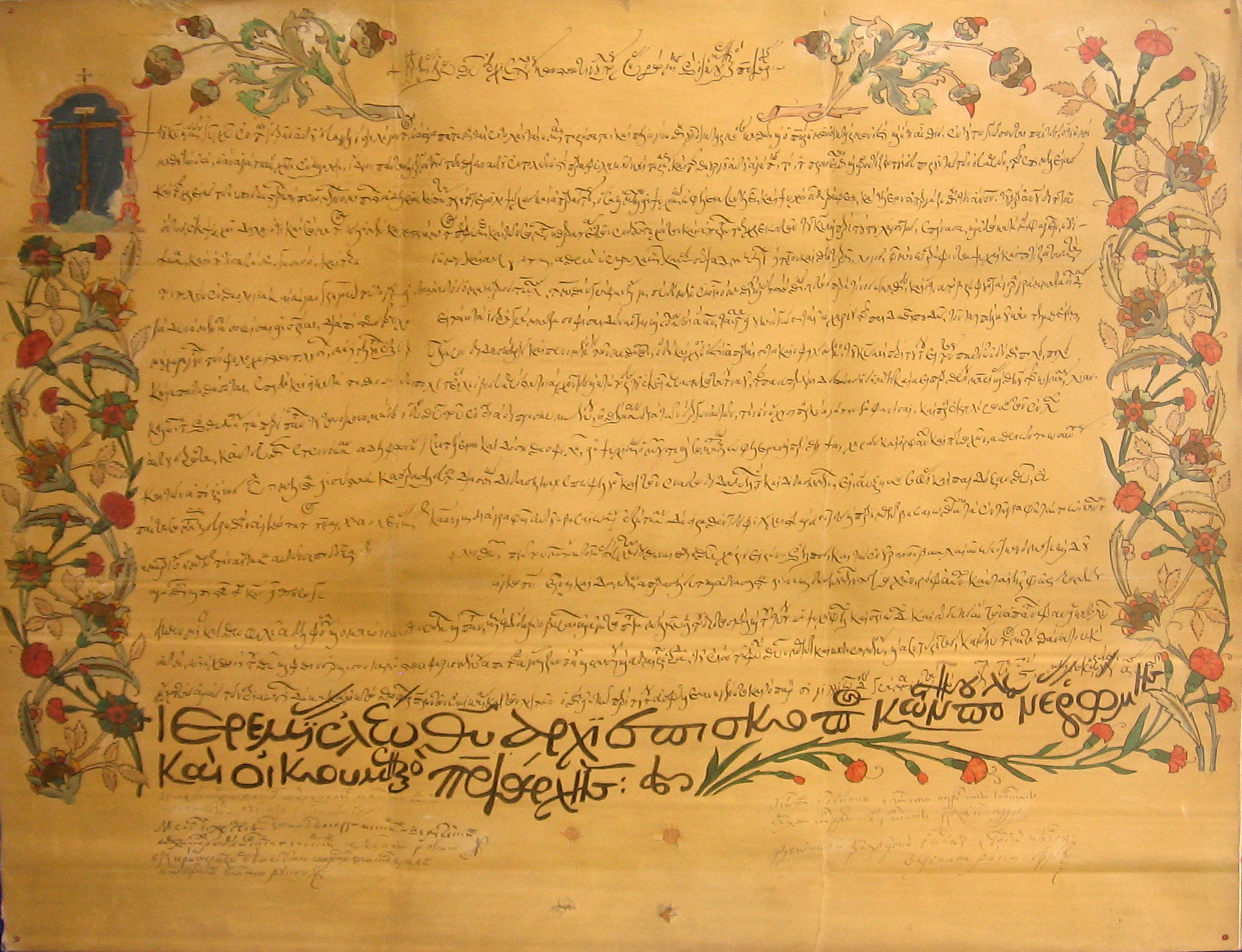
Privilegien der Bruderschaft von Lwów durch Patriarch Joachim V. von Antiochien von 1586 als Vorbild für Rechtssatzungen anderer Bruderschaften

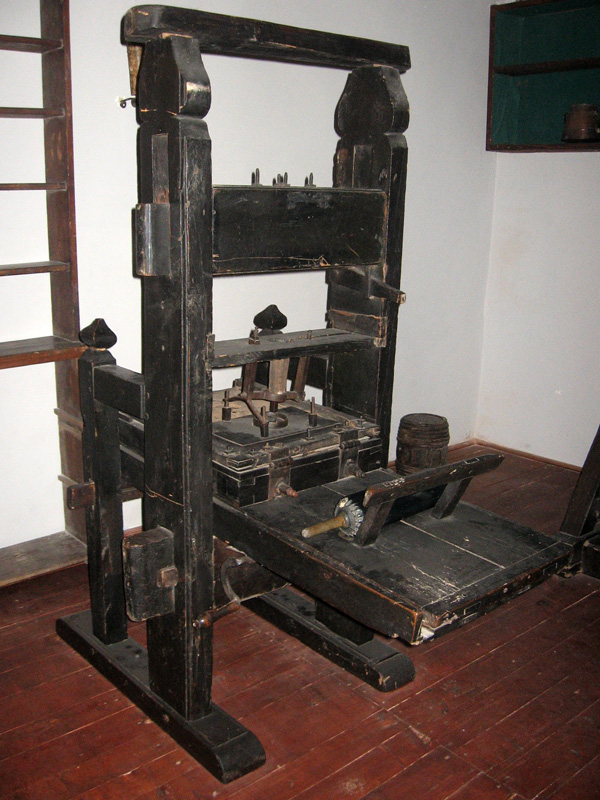
Druckerpresse der Bruderschaft von Lwów, erste Hälfte des 17. Jahrhunderts

Im Königreich Polen gab es seit dem 15. Jahrhundert Gemeinschaften von Laien in einzelnen Orten. Für 1469 wurde erstmals eine Gemeinschaft von Bürgern in Lwów erwähnt, die Rechte an einer Kirche hatten.
Die älteste orthodoxe Bruderschaft in Polen war die Bruderschaft in Lwów, die 1542 erwähnt wurde. In den folgenden Jahren entstanden Gemeinschaften in weiteren Städten. Ihr Ziel war vor allem eine Stärkung der orthodoxen Konfession gegen Einflüsse der katholischen Kirche und der sehr aktiven Jesuiten sowie gegen reformatorische Tendenzen. Über eine Unterstützung für Kranke, Schutzbedürftige und Alte gibt es aus dieser Zeit wenig historische Informationen.
Die Bruderschaften hatten Vertreter im Sejm in Warschau und bei den Synoden der ruthenischen orthodoxen Kirche in Polen-Litauen. Sie wurden zu erbitterten Gegnern der Brester Union von 1596 und agierten sehr aktiv gegen die neue unierte Kirche. Die Bruderschaften gründeten Schulen, in denen Schüler in kirchenslawischer, griechischer Sprache und orthodoxer Theologie unterrichtet wurden. Einige Bruderschaften betrieben Druckereien, die polemische Schriften und liturgische Büchern verbreiteten.
Im Verlauf des 17. Jahrhunderts nahm die Bedeutung der Bruderschaften unter dem dauernden Druck der unierten Kirche und des polnischen Königs ab. Einige konvertierten zur unierten Kirche.

## Österreich-Ungarn
Durch die Josephinischen Reformen von 1788 wurden die orthodoxen Bruderschaften in Galizien aufgelöst.

## Russisches Reich
Seit 1701 wurde die Tätigkeit von Bruderschaften in Russland durch die Kirchenpolitik von Zar Peter dem Großen erheblich erschwert.
Seit dem 19. Jahrhundert entstanden in vielen Dörfern und Städten neue Bruderschaften. Seit 1864 war es möglich, überregionale orthodoxe Gemeinschaften zu bilden.

## Bruderschaften
- Mariä-Entschlafens-Bruderschaft (Lwów), 1542–1788
- Kiewer Bruderschaft, um 1615-um 1700
- Bruderschaft des heiligen Fürsten Wladimir e.V. Bratstwo (Deutschland), seit 1890
- Orthodoxe Fraternität in Deutschland, seit 1973